# Rivolet
Rivolet – miejscowość i gmina we Francji, w regionie Owernia-Rodan-Alpy, w departamencie Rodan.
Według danych na rok 1990 gminę zamieszkiwało 369 osób, a gęstość zaludnienia wynosiła 23 osób/km² (wśród 2880 gmin regionu Rodan-Alpy Rivolet plasuje się na 1263. miejscu pod względem liczby ludności, natomiast pod względem powierzchni na miejscu 711.).